# Nazar (patrício)
Nazar foi um oficial bizantino do século VII. Pouco se sabe sobre ele, exceto que foi patrício em data desconhecida. Essa informação foi obtida através de seu selo no qual aparece, no obverso, seu nome num monograma cruciforme e no reverso seu título, também num monograma cruciforme.